# Hyperspace
Hyperspace —en español: Hiperespacio—,—en japonés: ハイパースペース— es el decimocuarto álbum de estudio del músico estadounidense Beck. Fue lanzado a través de Capitol Records el 22 de noviembre de 2019. Siguió al divorcio de Beck de su esposa Marissa Ribisi en febrero de 2019. El álbum es un proyecto de colaboración con el productor de alto perfil Pharrell Williams, a quien se le atribuye la producción y las funciones en varias canciones. La grabación del álbum comenzó a fines de 2018.
Los periodistas musicales describen el álbum como inspirado en la estética del synth-pop y vaporwave, aunque Beck se basa en varios géneros.  La carátula del álbum refleja este estilo, presentando a Beck frente a un Toyota Celica, con el título del álbum en una escritura japonesa en bloques. Temáticamente, Hyperspace explora la angustia, la sinceridad, la soledad y la relación de Beck con ellos. Los vocalistas invitados del álbum incluyen a Chris Martin (vocalista principal de la banda Coldplay), Sky Ferreira, Pharrell Williams, Terrell Hines, Alex Lilly y Roger Joseph Manning Jr.
Se lanzaron cuatro sencillos antes del lanzamiento de Hyperspace. Después de su lanzamiento, Beck hizo una serie de entrevistas, principalmente centradas en el álbum en sí, la contribución de Pharrell al disco y el proceso creativo de Beck. En agosto de 2020, Beck lanzó un álbum visual adjunto titulado Hyperspace: A.I. Exploración en colaboración con NASA JPL, con imágenes espaciales generadas por inteligencia artificial y dos nuevas canciones.
Hyperspace recibió "críticas generalmente positivas" de los críticos, aunque algunos comentaron que el álbum es ocasionalmente superficial y carecía de la complejidad de los proyectos anteriores de Beck. Hyperspace recibió dos nominaciones en los Grammy de 2020 al Mejor Álbum de Música Alternativa y al Mejor Álbum de Ingeniería, No Clásico. Beck ganó el último en los Grammys de 2021.

## Fondo
Beck irrumpió en la corriente principal a principios de la década de 1990 con un sonido indie y experimental en su sencillo "Loser". El álbum que lo acompaña Mellow Gold todavía se describe como "una pieza por excelencia de rock alternativo". Su álbum de 1996, Odelay, estableció a Beck en la industria, ganó un Grammy y alcanzó el puesto 16 en las listas de cartelera de EE. UU. Estilísticamente, Beck ha sido conocido por mezclar una amplia gama de géneros. Los críticos dicen que Hyperspace en colaboración con Pharrell Williams no es diferente, incorporando elementos electrónicos y pop minimalistas, llevando su sonido a un "paisaje suavemente psicodélico".
Tras concluir la gira de Colors en septiembre de 2018, Beck "quiso aprovechar el momento" para colaborar con Pharrell Williams, algo que había querido hacer desde 2012. Solo una vez que estuvieron en el estudio se le ocurrió la idea de un álbum de larga duración. Beck reveló que su colaboración inicialmente "iba a ser un single o un EP, pero creo que ambos nos sorprendimos cuando había un cuerpo de trabajo aquí".
En febrero de 2019, durante la grabación en Hyperspace, Beck solicitó el divorcio de Marissa Ribisi, su esposa durante 15 años, una experiencia que describió como "desgarradora". Los críticos esperaban ver esto reflejado en el álbum, aunque muchos notaron en el lanzamiento que Hyperspace carecía del tono sombrío de Sea Change, otro álbum que Beck lanzó después de una ruptura. Este desapego de las experiencias personales de Beck de su música es intencional, Beck afirma que cree que el desapego conduce a una mejor música. El escritor de Pitchfork, Sam Sodomsky, está de acuerdo con este sentimiento y escribe: "Ha pasado mucho tiempo desde que integró con éxito su personalidad y su música".

## Estilo musical
Beck buscó producir un sonido más minimalista en Hyperspace. Dijo que quería que las canciones “fueran simples y que las dejaran respirar”,  lo cual es una desviación de sus canciones históricamente más completas y maximalistas. Beck acredita esta simplificación a Pharrell, a quien ha descrito como un "maestro minimalista". En contraste con las canciones alegres y de ritmo rápido de su anterior álbum Colors, Beck dice en Hyperspace "las canciones son un poco más lentas y tienen un poco más de hechizo en ellos; más de un estado de ánimo ”.
Temáticamente, Hyperspace se ocupa de la angustia, encontrando alivio en tiempos difíciles, incertidumbre y duda. Beck ha dicho que el álbum trata de "encontrar la paz en el momento". El escritor de variedades AD Amorosi describió la canción "Dark Places" como un "estudio de la soledad épica", que se complementa con las "líneas de bajo progresivas". Hyperspace rara vez hace referencia directa al reciente divorcio de Beck, pero el tema de la desconexión y la gran soledad es constante en todo momento. Los sonidos simplificados de Hyperspace mejoran esto, las canciones "Chemical" y "Dark Places" se describen como "canciones de cuna entregadas desde un transbordador espacial con una sola persona en él".

## Grabación y producción
Las sesiones de grabación para Hyperspace comenzaron después de que Beck concluyera su gira Colors en septiembre de 2018. El álbum acredita a Pharrell Williams, Cole M.G.N., Greg Kurstin, Paul Epworth, David Greenbaum y al propio Beck como productores. Los críticos se centran principalmente en la influencia de Pharrell, quien coescribió o coprodujo siete pistas del álbum. Conocido por producir temas como Happy, Blurred Lines y Get Lucky, Beck describe la influencia de Pharrell en el álbum como "adoptar este tipo de sonido post-digital".
Hyperspace es el primer proyecto en el que han trabajado Beck y Pharrell, aunque cada artista ha expresado respeto por el otro a lo largo de sus carreras. A principios de 2018, Pharrell se acercó a Beck en busca de ayuda en un N.E.R.D. canción, y desde allí se “reconectaron” y empezaron a trabajar en Hyperspace.

## Título
Beck lanzó el título Hyperspace junto con el primer sencillo "Saw Lightning" en abril de 2019. El título está inspirado en el videojuego Asteroids de los años 80. El botón "hiperespacio" en el juego permite al jugador teletransportarse fuera de peligro, salvando su vida. Beck ha declarado que "cada canción tiene una forma diferente en la que diferentes personas hiperespacio o tratan con el mundo", vinculando el título al tema del álbum.
En octubre de 2019, un mes antes del lanzamiento del álbum, Beck publicó la portada del álbum junto con las palabras "En el hiperespacio / la vida eléctrica está en mi cerebro". La portada muestra a Beck de pie frente a un Toyota Celica, con el katakana. palabra ハ イ パ ー ス ペ ー ス, que se traduce como hiperespacio. Beck, a quien se le atribuye el concepto de diseño, dice que eligió tener el Celica en la portada debido a su humilde condición de "un tipo de automóvil para todos los días" que "nos permite trascender lo cotidiano". La inclusión del título en japonés en la portada fue el primer instinto de Beck y "simplemente se sintió bien". Aunque el propio Beck no lo dijo directamente, los críticos perciben la fuerte influencia de la estética vaporwave en la obra de arte del álbum. Las características de la estética de vaporwave incluyen juegos de arcade de 1980, autos antiguos y electrónica de consumo japonesa, todos los cuales son prominentes en la portada de los álbumes. El arte que lo acompaña en la versión en vinilo del álbum es similar, la extensión interior muestra el tablero del Celica con el título en el volante, y la contraportada muestra a Beck y el auto desde un ángulo diferente.

### Hyperspace: A.I. Exploration
En agosto de 2020, Beck lanzó un componente visual de Hyperspace en colaboración con NASA JPL llamado Hyperspace: A.I. Exploration. La colaboración combina cada canción del álbum con un conjunto de imágenes para crear un "viaje interestelar que combina imágenes de misiones de la NASA disponibles al público, seleccionadas con la ayuda de NASA JPL, visualizaciones, animaciones y datos con tecnología revolucionaria de Inteligencia Artificial". Los videos son producidos por OSK Studios, que se especializan en aplicaciones creativas de inteligencia artificial.
Beck también anunció una reedición de lujo de Hyperspace para acompañar la colaboración. El vinilo de edición limitada incluye dos canciones adicionales; una nueva versión de "Dark Places" y una interpretación acústica de "I Am the Cosmos" de Chris Bell. El vinilo también incluye nuevas mezclas de cuatro canciones y un folleto de 24 páginas que contiene el A.I. imágenes generadas y datos de la NASA.

## Marketing
Antes del lanzamiento del álbum, Beck y Capitol Records lanzaron 4 sencillos. "Saw Lightning", lanzado el 15 de abril, fue coescrito por Beck y Pharrell Williams y también incluyó voz, batería y teclado de Pharrell. Además, también se reveló el título Hyperspace, un comunicado de prensa que indica que el próximo álbum saldrá "en un punto aún indeterminado en el continuo espacio-tiempo". El segundo sencillo "Uneventful Days" fue lanzado el 17 de octubre junto con una música video dirigido por Dev Hynes. El sencillo fue bien recibido y alcanzó el puesto número 1 en las canciones alternativas para adultos de Billboard en EE. UU. El 7 de noviembre se lanzó “Dark Places” con un video con letra hecho por Eddie Obrand. "Everlasting Nothing", otra canción con la escritura y los instrumentos instrumentales de Pharrell, fue lanzada el 14 de noviembre, una semana antes del lanzamiento de Hyperspace.
Beck se burló y anunció el lanzamiento de Hyperspace en las redes sociales a principios de octubre de 2019. El lanzamiento del álbum estuvo acompañado de entrevistas con varias publicaciones. Esto incluyó NME, un artículo de The New Yorker y NPR.  Estas entrevistas se centraron principalmente en la colaboración en Hyperspace con Pharrell y el proceso creativo de Beck.
Tras el lanzamiento del álbum, Beck encabezó el festival Intersect en diciembre de 2019 junto con Kacey Musgrave, Anderson .Paak y Foo Fighters. En febrero de 2020, Beck anunció una serie de fechas de giras por el Reino Unido y Europa, que tendrán lugar en junio y julio. En mayo de 2020, estas fechas de la gira se cancelaron debido a la pandemia de COVID-19. Las actuaciones se reprogramaron para junio y julio de 2021, sin embargo, en mayo de 2021 se publicó un comunicado en la cuenta de Twitter de Beck de que los programas habían sido cancelados “debido a las continuas restricciones relacionadas con el coronavirus en las reuniones públicas y en interés del público seguridad ”. Beck también debía presentarse en varios festivales en 2020, incluido el festival Something in the Water de Pharrell Williams y el festival holandés Down the Rabbit Hole. Sin embargo, todos los festivales fueron cancelados o pospuestos debido a preocupaciones de seguridad por la pandemia de COVID-19.

## Recepción de la crítica
Hyperspace recibió críticas en su mayoría positivas de los críticos musicales. En Metacritic, que asigna una calificación normalizada de 100 a las reseñas de los críticos principales, el álbum tiene una puntuación promedio de 77 basada en 19 reseñas, lo que indica "reseñas generalmente favorables". Agregador AnyDecentMusic? Le otorgó un 6,8 sobre 10, según su evaluación de los comentarios de los críticos.
Musicalmente, el escritor de variedades AD Amorosi describió el álbum como "alegremente introspectivo, minimalista pero sofisticado, contagiosamente melódico, directo, sintetizador-pop analógico con algunos toques fugaces de la vieja escuela de Beck". Sam Sodomsky, escribiendo para Pitchfork, escribe que “hoy en día, es menos gratificante buscar la sustancia debajo de su estética”, lo que sugiere que Hyperspace está menos impulsado por temas que los registros anteriores de Beck. Matthew Perpetua de NPR compara el álbum con el anterior de Beck, escribiendo "muchas de las canciones no están muy lejos de los brillantes bops del álbum anterior de Beck, Colors". El editor de Rolling Stone, David Fricke, se hace eco de la idea de que Hyperspace es similar al de Beck. trabajo anterior, escribiendo "Beck combina la exuberante travesura de estudio de Midnite Vultures de 1996 con la suntuosa introspección de Sea Change de 2002 a un efecto excéntrico y genuinamente convincente". Otros críticos vieron Hyperspace como una desviación de los álbumes anteriores de Beck, Sam Sadomsky insistía en que "el suave sonido crepuscular del hiperespacio lo empuja hacia un nuevo territorio".
Sobre la naturaleza colaborativa del álbum, la mayoría de los críticos agradecen las aportaciones de Pharrell. Elizabeth Aubury, escribiendo para NME, señaló que "el álbum está en su mejor momento donde Beck y Pharell se encuentran en el medio: cuando sus mundos logran alinearse cósmicamente, las canciones son más memorables e interesantes". El escritor de Pitchfork, Sam Sodomsky está de acuerdo en que Pharrell y Beck tienen buena química en el álbum.

## Lista de canciones
| N.º   | Título                           | Duración |  |
| 1.    | «Hyperlife»                      | 1:36     |  |
| 2.    | «Uneventful Days»                | 3:17     |  |
| 3.    | «Saw Lightning»                  | 4:01     |  |
| 4.    | «Die Waiting (con Sky Ferreira)» | 4:04     |  |
| 5.    | «Chemical»                       | 4:18     |  |
| 6.    | «See Through»                    | 3:38     |  |
| 7.    | «Hyperspace (con Terrell Hines)» | 2:45     |  |
| 8.    | «Stratosphere»                   | 3:56     |  |
| 9.    | «Dark Places»                    | 3:45     |  |
| 10.   | «Star»                           | 2:50     |  |
| 11.   | «Everlasting Nothing»            | 5:00     |  |
| 39:16 |                                  |          |  |

## Personal
Adaptado de las notas del álbum.
Músicos
- Beck Hansen – voz (todos los temas), teclados (1, 8, 10), guitarra (4, 8, 9, 11), slide guitar (3), piano (3, 11), armónica (3), bajo (10)
- Pharrell Williams – teclados (1–3, 5, 9, 11), batería (2, 3, 5, 9, 11), murmullos (3)
- Roger Manning, Jr. – teclados (1, 8), coros (4–6, 8, 9, 11)
- Cole M.G.N. – bajo (4), guitarra (4), batería (4), teclados (4)
- Sky Ferreira – voz (4)
- Alex Lilly – coros (4, 11)
- Brent Paschke – guitarra (5)
- Greg Kurstin – batería (6), bajo (6), sintetizadores (6), teclados (6)
- Terrell Hines – voz (7)
- Chris Martin – voz (8)
- Jason Falkner – guitarra (8)
- Smokey Hormel – guitarra (9)
- Carl F. Martin – coros (11)
- Kimberly Cook – coros (11)
- Princess Fortier – coros (11)
- Kanisha Leffall – coros (11)
- Jacob Lusk – coros (11)
- Viviana Owens – coros (11)
- Tiana Paul – coros (11)
- Tai Phillips – coros (11)
- Tunay Raymond – coros (11)